# محمية دير رازح
محمية دير رازح هي محمية طبيعية تقع جنوب شرق مدينة الخليل بمحافظة الخليل في الضفة الغربية،وهي محاذية لقرية دير رازح، وبمساحة 350 دونم، مزروعة بأشجار الصنوبر والبلوط والسرو والسويد والعذق والبطم، وأصناف أخرى من الشجيرات والنباتات والعيون الخلابة.

## الجغرافيا
ترتفع عن سطح البحر حوالي 700متر، يحدها من الشرق يطا، ومن الجنوب كرمة وبيت عمرة، ومن الغرب قرى خرسا وطرامة وعبدة.